# Nanshan, Hegang
Nanshan är ett stadsdistrikt i Hegangs stad på prefekturnivå  i Heilongjiang-provinsen i nordöstra Kina. Det ligger omkring 330 kilometer nordost om provinshuvudstaden Harbin.